# Castell d'Ashford
El Castell d'Ashford (anglès: Ashford Castle) és un castell medieval situat a prop de Cong, Comtat de Mayo, República d'Irlanda. El castell es troba a la vora del llac Corrib. Va ser construït el segle xiii per la família anglonormanda de Burke (originàriament coneguda com de Burgo) després de derrotar els O'Connors de Connaught. El principal llegat deixat per l'anterior família O'Connors fou l'abadia de Cong d'arquitectura romànica, que es troba a les portes de la finca, és en aquest monestir on el Gran rei d'Irlanda Ruaidrí Ua Conchobair va morir.
L'any 1852 va ser reconstruït i ampliat per Benjamin Guinness, i el seu fill Arthur va prendre el seu títol d'una illa del llac (Ardilaun). La família Guinness va vendre el castell el 1945.
El castell és actualment un hotel de cinc estrelles. Una embarcació que surt del castell ofereix passejades pel llac Corrib. La pel·lícula de 1952, The Quiet Man, va ser rodada a Ashford, apareixent a ella moltes parts del castell i de la veïna localitat de Cong.

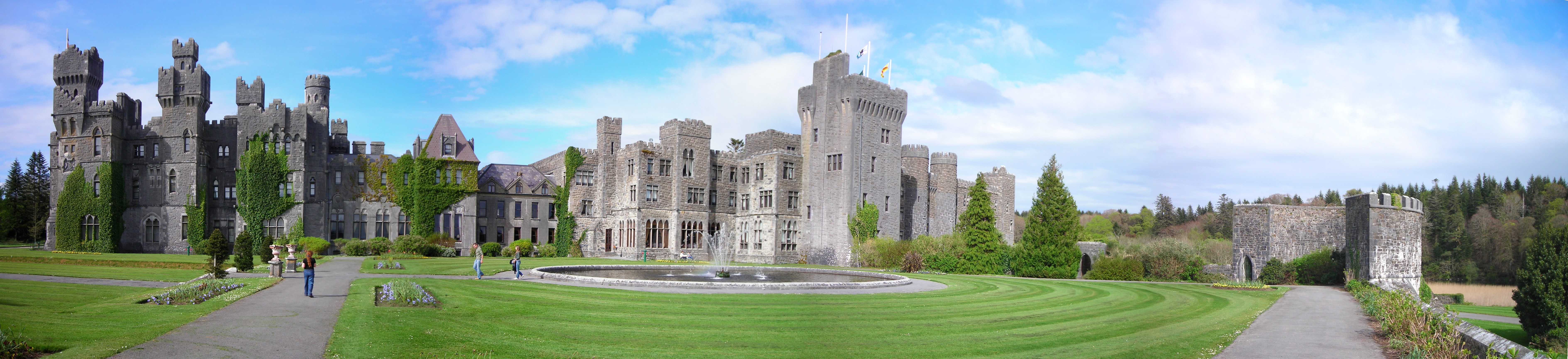
Vista panoràmica del castell